# Les Avenières Veyrins-Thuellin

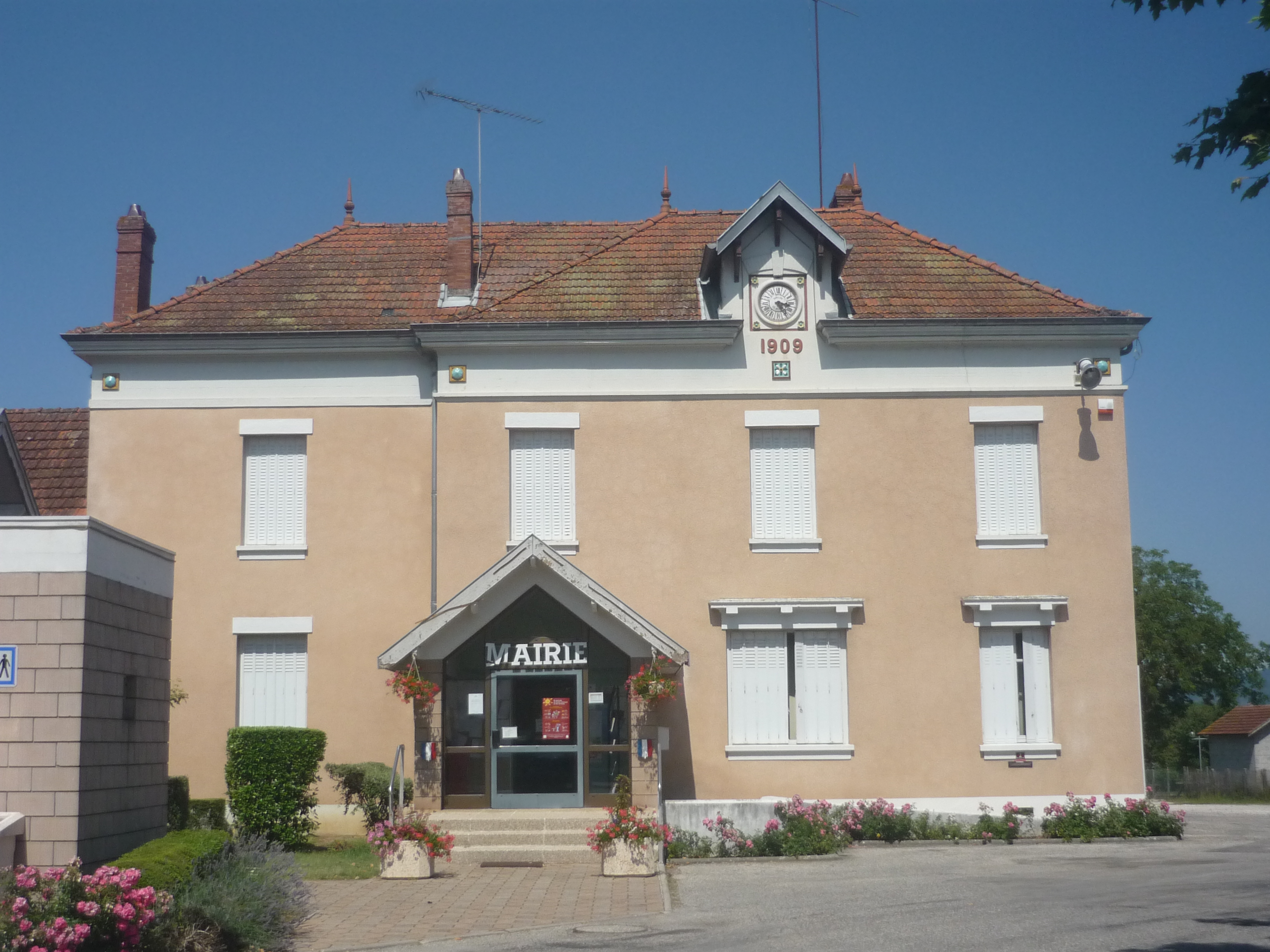
Rathaus Mairie von Les Avenières Veyrins-Thuellin

Les Avenières Veyrins-Thuellin ist eine französische Gemeinde mit 7.699 Einwohnern (Stand: 1. Januar 2022) im Département Isère in der Region Auvergne-Rhône-Alpes. Sie gehört zum Arrondissement La Tour-du-Pin und ist Teil des Kantons Morestel. Die Einwohner werden Aveyrlinois genannt.

## Gliederung
| Ortsteil                          | ehemaliger INSEE-Code | Fläche (km²) | Einwohnerzahl (2016) |
| --------------------------------- | --------------------- | ------------ | -------------------- |
| Les Avenières (Verwaltungssitz)00 | 38022                 | 30,00        | 5631                 |
| Veyrins-Thuellin                  | 38541                 | 11,56        | 2081                 |

## Geografie
Les Avenières Veyrins-Thuellin liegt etwa 58 Kilometer ostsüdöstlich von Lyon an der Rhone. 
| Le Bouchage      | Groslée-Saint-Benoît (Ain) |                       |
| Vézeronce-Curtin | Kompass                    | Brégnier-Cordon (Ain) |
| Dolomieu         | Corbelin, Granieu          | Aoste                 |

Durch die Gemeinde führt die frühere Route nationale 75 (heutige D1075). 

## Geschichte
Zum 1. Januar 2016 wurden die bis dahin eigenständigen Kommunen Les Avenières und Veyrins-Thuellin zur Commune nouvelle Les Avenières Veyrins-Thuellin zusammengeschlossen.

## Sehenswürdigkeiten

### Les Avenières
- Kirche von Ciers aus dem 19. Jahrhundert
- Château Bertaudières
- Château Cerisier
- Château Eau-Morte

### Veyrins-Thuellin
- Kirche Saint-Jean-l’Évangéliste in Veyrins
- Kirche Saint-Jean-l’Évangéliste in Thuellin
- Schloss Thuellin